# 고등래퍼 2
《고등래퍼 2》는 고등학생들을 대상으로 한 힙합 오디션 프로그램이다. Mnet에서 방영되었다.

## 진행자
| 진행 | 시즌 2                                       |
| ---- | -------------------------------------------- |
| MC   | 넉살                                         |
| 멘토 | 딥플로우, 산이, 치타, 그루비룸, 행주, 보이비 |

## 경연 결과

### 1차 팀 대항전
- 이병재 & 하선호 (패) vs 오담률 & 배연서[이로한](승)
- 조원우 &김근수 (승) vs윤진영 & 이승화 (패)
- 윤병호 & 박진오 (패) vs 김하온 & 박준호 (승)
- 김윤호 & 방재민 (승) vs이예찬 & 이지은 (패)

#### 탈락자
하선호, 박진오, 이승화, 이지은

### 2차 팀 대항전

#### 멘토합동공연
- 1위 윤병호
- 2위 박준호(PULLIK)
- 3위 김근수&방재민
- 탈락 오담률

#### 멘토비트공연
- 1위 김하온&이병재
- 2위 배연서&윤진영
- 3위 조원우&김윤호
- 탈락 이예찬

### 세미파이널

#### 파이널 진출자
- 김하온 474
- 이병재 468
- 조원우 436
- 배연서 424
- 윤진영 402

#### 탈락자
- 윤병호 396
- 김윤호 340
- 방재민 332
- 박준호 298
- 김근수 264

### 파이널

#### 1차 투표 결과
- 1위 배연서 447
- 2위 김하온 445
- 3위 이병재 443
- 4위 윤진영 379
- 5위 조원우 377

#### 최종 결과
- 우승 김하온
- 준우승 배연서
- 3위 이병재
- 4위 윤진영
- 5위 조원우

## 참가자
| 순위         | 이름             | 예명                               | 소속사                                     | 소속그룹                           |
| ------------ | ---------------- | ---------------------------------- | ------------------------------------------ | ---------------------------------- |
| 1위          | 김하온           | HAON, 前JUSTON                     | H1GHR                                      | KIFF CLAN                          |
| Top5(2위)    | 이로한, 前배연서 | Rohann, 前Webster B                | VMC                                        | KIFF CLAN, NFL, VMC                |
| Top5(3위)    | 이병재           | 빈첸, 前Vincentius                 | 로맨틱팩토리                               | KIFF CLAN, 前MTKS                  |
| Top5(4위)    | 윤진영           | 애쉬 아일랜드, 前Clloud            | AMBITION                                   | PABLO MU2IK, 前Wayside Town        |
| Top5(5위)    | 조원우           | Jowonu, 前H2ADIN                   | 하이라이트                                 |                                    |
| Top10 (6위)  | 윤병호           | 불리 다 바스타드, 前Playboi        | F.T.W, 前FAME                              | 前딕키즈, 前THE TEACHERS           |
| Top10 (7위)  | 김윤호           | 옌자민                             | 브랜뉴                                     | KIFF CLAN                          |
| Top10 (8위)  | 방재민           | a.mond                             | PLVL, 前로맨틱팩토리, 前아메바컬쳐         | KIFF CLAN, Nopo, I den ti, S.O.U.L |
| Top10 (9위)  | 박준호           | PULLIK                             | 그랜드라인                                 | EUMCHA1LD                          |
| Top10 (10위) | 김근수           | 근수                               | SHYchair, 前SPIXY                          |                                    |
| Top12 (11위) | 이예찬           | $ice                               |                                            |                                    |
| Top12 (12위) | 오담률           | 김농밀, 前CHIN CHILLA              | 밀리언마켓                                 |                                    |
| Top16 (13위) | 이승화           | Ellick                             |                                            | PABLO                              |
| Top16 (14위) | 박진오           | J1NO                               |                                            |                                    |
| Top16 (15위) | 이지은           | 이사벨라                           | 핫도그                                     |                                    |
| Top16 (16위) | 하선호           | Sandy                              | 업보트, 前미스틱                           | 前힙합걸Z                          |
| Top32        | 김영균           | 휘영                               | FNC                                        | SF9                                |
| Top32        | 송재훈           | JAE HUN                            |                                            |                                    |
| Top32        | 이민우           |                                    |                                            |                                    |
| Top32        | 김효동           | CIAN, 前Wavy                       |                                            | 센티넬                             |
| Top32        | 김민석           |                                    |                                            |                                    |
| Top32        | 김성호           |                                    |                                            |                                    |
| Top32        | 박영서           | 클라우디베이                       |                                            | PABLO MU2IK                        |
| Top32        | 박지원           |                                    |                                            |                                    |
| Top32        | 석민             |                                    |                                            |                                    |
| Top32        | 조은산           |                                    |                                            |                                    |
| Top32        | 김세령           | 라파엘, 前Rose, 前Bnom, 前DOGGYNOM |                                            | 前딕키즈                           |
| Top32        | 지민혁           |                                    | 킹                                         |                                    |
| Top32        | 고준서           |                                    |                                            |                                    |
| Top32        | 김은지           | 사츠키                             |                                            |                                    |
| Top32        | 빈하늘           |                                    | 前싸이더스, 前아티스타, 前더블킥, 前샛별당 |                                    |
| Top32        | 안소연           | 엘리스                             | 케이플러스홀딩스                           |                                    |

- 이예찬 (2차 팀 대항전 탈락)
- 윤병호 (세미 파이널 탈락) (6위)
- 김세령 (팀 대표 탈락)
- 지민혁 (팀 대표 탈락)
- 이지은 (1차 팀 대항전 탈락)
- 엘리스 (팀 대표 탈락)
- 김은지 (팀 대표 탈락)
- 박진오 (1차 팀 대항전 탈락)
- 석민 (팀 대표 탈락)
- 이로한 (준 우승)
- 오담률 (2차 팀 대항전 탈락)
- 윤진영 (4위)
- 송재훈 (팀 대표 탈락)
- 이승화 (1차 팀 대항전 탈락)
- 김성호 (팀 대표 탈락)
- 박영서 (팀 대표 탈락)
- (재위)
- 하선호 (1차 팀 대항전 탈락)
- 고준서 (팀 대표 탈락)
- 조은산 (팀 대표 탈락)
- 박준호 (세미파이널 탈락) (9위)
- 휘영 (팀 대표 탈락)
- 김민석 (팀 대표 탈락)
- 김윤호 (세미 파이널 탈락) (7위)
- 조원우 (5위)
- 방재민 (세미 파이널 탈락) (8위)
- 김효동 (팀 대표 탈락)
- 김근수 (세미 파이널 탈락) (10위)
- 빈하늘 (팀 대표 탈락)
- 박지원 (팀 대표 탈락)
- 이민우 (팀 대표 탈락)
- 김하온 (우승)
- 이병재 (3위)